# Agostinho Neto
António Agostinho da Silva Neto (Ícolo e Bengo, 1922. szeptember 17. – Moszkva, 1979. szeptember 10.) angolai politikus, költő, orvos, az ország első elnöke.

## Élete
Agostinho Neto az angolai Ícolo e Bengóban született 1922-ben, amikor az ország még portugál gyarmat volt. Neto orvosi tanulmányokat folytatott a Portugáliai Coimbrában és Lisszabonban, ahonnan 1959-ben tért haza. A következő évben a gyarmati hatóságok politikai okokból – betegei jelenlétében – letartóztatták. Amikor a betegek tiltakoztak orvosuk őrizetbe vétele ellen, a rendőrök tüzet nyitottak, és több embert agyonlőttek; a sebesültek száma 200 volt. A következő két évet fogságban töltötte a Zöld-foki szigeteken és Portugáliában. 1962-ben Marokkóba menekült, ahol csatlakozott az angolai felszabadítási mozgalomhoz. Az év végén az Angolai Népi Felszabadítási Mozgalom (Movimento Popular de Libertação de Angola, MPLA) vezetőjének választották.
Az MPLA Agostinho Neto vezetésével (és az FNLA valamint az UNITA mozgalmakkal szövetségben) felszabadító háborút indított a portugálok ellen. Amikor 1975-ben Portugáliában forradalom tört ki, Angola a többi portugál gyarmattal együtt elnyerte függetlenségét, és az újonnan létrejött Angolai Népköztársaság első elnöke Neto lett. A függetlenség kikiáltása után az FNLA száműzetésbe szorult, az MPLA és az UNITA pedig szembefordultak egymással, és a két fegyveres mozgalom között harcok törtek ki. A marxista irányultságú MPLA Kuba katonai támogatásával kerekedett felül. Neto 1979-ben bekövetkezett haláláig vezette az országot.

## Költészete
Agostinho Neto elismert költő. Portugál nyelven megjelent kötetei: Colectânea de poemas, 1961; Com os olhos secos, 1963; Sagrada esperança, 1974. Magyar nyelven Vérzünk virágzunk címmel, Tóth Éva fordításában, az Európa Könyvkiadó gondozásában jelent meg verseskötete 1980-ban.

## Emlékezete
Agostinho Neto angolai hivatalos megítélése pozitív. A legmagasabb állami kitüntetés az Agostinho Neto érdemrend. Róla nevezték el a luandai egyetemet. Nemzetközi repülőtér viseli a nevét a Kongói Köztársaságban és az 1990-es évekig a Zöld-foki Köztársaságban.
Ugyanakkor az Amnesty International nevű emberjogi szervezet szerint 1977-ben a Neto vezette Angolában megkínoztak és bírósági ítélet nélkül kivégeztek ellenzéki személyeket.

## Magyarul megjelent művei
- Agostinho Neto beszéde; in: Az Angolai Népi Felszabadítási Mozgalom, MPLA I. kongresszusa. 1977. december 4-10.; ford. Gulyás András; Kossuth, Bp., 1978
- Vérzünk virágzunk. Válogatott versek; vál., ford., bev. Tóth Éva; Európa, Bp., 1980